# Unholy Kinship
Unholy Kinship är en tecknad serie av svenskan Naomi Nowak som getts ut på den amerikanska marknaden av förlaget NBM.